# Sainte-Claire
Sainte-Claire es un municipio canadiense situado en la provincia de Quebec.

## Superficie
Sainte-Claire tiene una superficie de 88,14 km².

## Demografía
En 2021, tenía 3526 habitantes, una densidad poblacional de 40 hab./km², y 1704 viviendas.